# Glyphomitrium humillimum
Glyphomitrium humillimum là một loài rêu trong họ Ptychomitriaceae. Loài này được (Mitt.) Cardot mô tả khoa học đầu tiên năm 1913.